# 아에로 L-39 알바트로스
아에로 L-39 알바트로스는 체코가 개발한 제트 훈련기 겸 경공격기이다. 최대이륙중량 4.7톤이며, 1971년에 실전배치되었다. 아직도 2800대가 여러 국가들에서 사용중이다.

## 사용국가
| - 아프가니스탄 - 알제리 - 아르메니아 - 아제르바이잔 - 방글라데시 - 불가리아 - 캄보디아 - 쿠바 - 체코 - 동독 - 이집트 - 적도 기니 - 에스토니아 2008년 체코에서 2대 임대 - 에티오피아 - 조지아 - 가나 - 헝가리 2009년 퇴역, L-159 ALCA로 교체 - 이라크 - 카자흐스탄 | - 키르기스스탄 - 리비아 - 리투아니아 새로운 엔진과 항법장비 - 라트비아 BALTIC BEES 시범비행단 - 나이지리아 - 조선민주주의인민공화국 - 루마니아 - 러시아 - 슬로바키아 - 시리아 - 타지키스탄 - 태국 L-39ZA/ART (서방권 버전, 이스라엘 항법장비) - 튀니지 - 투르크메니스탄 - 우간다 - 우크라이나 - 우즈베키스탄 - 베트남 - 예멘 |  |

## 같이 보기
- BAE 호크
- 가와사키 T-4